# Cole Bay
Cole Bay – miasto na wyspie Sint Maarten (terytorium Sint Maarten – autonomiczna część Holandii). Według danych szacunkowych na rok 2010 liczy 8228 mieszkańców. Przemysł spożywczy, włókienniczy.